# Jiřina Hauková
Jiřina Hauková (27. ledna 1919 Přerov – 15. prosince 2005 Praha) byla moravská básnířka a překladatelka.

## Život
Narodila se v rodině Karla Haukeho (1889–1968), šéfredaktora přerovského deníku Obzor a spoluvydavatele prvního ročníku časopisu Host a Marie Haukové (1891–1969). Měla dvě sestry: Olgu Šteflovou (1921–1992) pedagožku, herečku a Květoslavu Haukovou (1923–2011).
Obecnou školu a reálné gymnázium vychodila Jiřina v Přerově (maturovala 1938). Na Filozofické fakultě Masarykovy univerzity v Brně studovala tři semestry angličtinu a češtinu, až do uzavření vysokých škol. Poté pracovala jako redaktorka Obzoru v Přerově a od roku 1942 v knižním oddělení Ministerstva lidové osvěty v Praze.
Po druhé světové válce pokračovala ve studiu angličtiny a estetiky na Filozofické fakultě Univerzity Karlovy v Praze, po dvou semestrech však na studium rezignovala. Od roku 1945 pracovala na Ministerstvu informací, kde pracovala až do roku 1950, kdy se stala spisovatelkou z povolání. V témže roce se jejím manželem stal historik a kritik výtvarného umění Jindřich Chalupecký. Časopisecky své verše publikovala od roku 1934, první sbírka Přísluní jí vyšla v roce 1943. V Praze se dostala do kontaktu se členy literární a výtvarné Skupiny 42. V roce 1945 se stala její členkou. Spolu s Jindřichem Chalupeckým od roku 1944 překládají Pustou zemi amerického básníka Thomase S. Eliota. Tiskem vychází v roce 1947. V letech 1948–1958 a 1970–1990 nesměla publikovat, uplatnila se však jako překladatelka. Sbírky Motýl a smrt (1983), Světlo v září (1984) a Spodní proudy (1987) byly vydány pouze neoficiálně v samizdatové Edici Petlice. V roce 1996 byla za básnickou sbírku Světlo v září vyznamenána Cenou Jaroslava Seiferta.
Pohřbena byla na Městském hřbitově v Přerově.

## Dílo

### Básnické sbírky
- Přísluní, 1943
- Cizí pokoj, 1946
- Oheň ve sněhu, 1958
- Rozvodí času, 1967
- Spodní proudy, 1992 (poprvé v Edici Petlice, 1987)
- Motýl a smrt, 1990 (poprvé v Edici Petlice, 1983)
- Světlo v září, 1995 (poprvé v Edici Petlice, 1984)
- Mozaika z vedřin, 1997
- Večerní prška, 2002

### Ostatní
- To je můj kraj, 1970[2]
- Záblesky života, 1996 (paměti)

### Výbory
- Básně, 2000

### Překlady
Kromě svého vlastního díla překládala z angličtiny. Mezi její překládané autory patří např. Edgar Allan Poe, T. S. Eliot, Emily Dickinsonová, Dylan Thomas či John Keats.
- Gertrude Steinová: Vlastní životopis Alice B. Toklasové, Nakladatelství československých výtvarných umělců: 1968, edice Symposium, řada A, svazek 2.[6]

## Pojmenování veřejných míst
Po Jiřině Haukové a Jindřichu Chalupeckém je pojmenovaný park v Praze 10 ve Vršovicích. Je ohraničený ulicemi Ukrajinská, Vršovická a U Vršovického nádraží. Podnět k pojmenování dala tamní místostarostka Ivana Cabrnochová v roce 2014. Manželé žili v Petrohradské (Leningradské) ulici čp. 35.